# Josep Maria Madorell
Josep Maria Madorell Muntané (Molins de Rey, 7 de noviembre de 1923 - 1 de febrero de 2004) fue un dibujante español. El estilo de Madorell es un estilo de línea clara que tiene como objetivo permitir la máxima comprensión de la historia. Los encuadres, los diálogos, los letreros, el grafismo y todos los elementos del cómico contribuyen a este objetivo de claridad. El grafismo se depura al máximo evitando efectos de sombra o de luz, eliminando todos los detalles superfluos. Estas características también hacen referencia al guion de la historia.
El fondo personal de Josep Maria Madorell se conserva en la Biblioteca de Cataluña.

## Inicios
Madorell recibe clases de Carme Sala, discípula de Joan Junceda, de quien aprende dibujo y pintura.
Empieza a dibujar durante la Guerra Civil, haciendo dibujos y revistas caseras de consumo propio y para la familia. Se conserva un buen número de estas revistas caseras. Entre 1938 y 1941, encontramos la más desarrollada de todas, el Fredolic.
En 1942, elabora una edición casera de un texto de Manuel Marinel·lo, El conejo maravilloso, y le pone el nombre de Editorial Fantasía, de Molins de Rey. También crea uno de sus personajes más característicos: Pedrín Bolita. Son las aventuras de un niño aficionado al fútbol y sus amigos.
En el año 1947 continúa con estas producciones caseras, aunque ya publica algunos chistes y tiras ilustradas en la prensa.
Las primeras colaboraciones profesionales de Josep Maria Madorell las hizo para la publicación madrileña Zas, con las aventuras de Tito Bola, que eran el plato fuerte de esta publicación.
Desde el 17 de junio de 1947, colabora con la revista Llobregat, de Molins de Rey, con un chiste de una viñeta. Al año siguiente hace una tira para cada número, con Tito Bola como protagonista, y desde 1957, y durante unos años, dibuja la "Pantalla alegre", una sección fija donde criticaba de manera simpática los acontecimientos locales.
Colaboró con la revista Llaç d'Unió desde septiembre de 1961 hasta el abril de 1985. Primero ilustra textos y después hace los chistes de Peret Blanc. También crea otro de sus personajes: la Pona.

### Cavall Fort
A partir de 1961 colabora en Cavall Fort. hace muchas aportaciones, la más importante de las cuales es Jep i Fidel (aventuras escritas y dibujadas por él). Ello contribuye en gran medida al éxito de la revista. También ilustra los concursos de la revista y, entre 1962 y 1965, aparecen los chistes de Peret Blanc.
A partir de 1966, crea otros personajes como Els Galifardeus, los hermanos Jordi i Núria, e introduce el personaje de la Pona dentro de las aventuras de Jep i Fidel, Els Bufanúvols, y más adelante incorpora también las aventuras de Pere Vidal y de Massagran, dos de las obras de ilustración del cómic más importantes de Madorell.
El año 1969 deja su trabajo en el ámbito textil para dedicarse íntegramente a su tarea creativa y se vincula todavía más a Cavall Fort. La solidez y el éxito social de la revista le dieron expectativa profesional.
Durante un tiempo colaboró con Gaceta Junior, con las Aventuras de Bruno y Chico y entre los años 1972 y 1974, colaboró a la revista TBO para la cual creó el personaje Balín.

### Pere Vidal y los primeros álbumes
En el año 1966 se publica la novela juvenil La casa sota la sorra, primera novela de Joaquim Carbó. Madorell convenció a su autor para adaptar el texto. Carbó adaptó la novela a cómic y le dio la regularidad necesaria al número de páginas y de viñetas; en el año 1967 empezó a salir por entregas en Cavall Fort.
La historieta fue un éxito entre el público juvenil e infantil, y se llegaron a publicar ocho álbumes con las aventuras de Pere Vidal.
El último cómic publicado, La casa sobre les mines (1999-2000), responde a la preocupación por las minas antipersona de Joaquim Carbó.

### Massagran
Massagran ilustra las aventuras de un viejo personaje de Josep Maria Folch, Massagran, al cual había dado forma Joan Junceda. Massagran era el protagonista de dos novelas, Aventures extraordinàries de Massagran y Noves aventures d'en Massagran, publicadas ambas en 1910, dentro de la colección "Biblioteca Patufet".
Ramon Folch, escritor, hijo de Josep Mª Folch, hizo la adaptación al cómic de la primera novela y, posteriormente, de la segunda; esta última saldría por primera vez en la revista Cavall Fort y consiguió un gran éxito y eco.
A partir de este segundo álbum, Ramon Folch empezó a escribir nuevas historias de Massagran, que se editaron a partir de 1981 y hasta e 2002 en quince álbumes.
Las publicaciones de las aventuras de Massagran viajan más allá de Cataluña y las encontramos reproducidas en la prensa belga, escritas en neerlandés. También salen las aventuras de Massagran en la revista Camacuc, revista infantil valenciana.

### Las aucas
El 1949, Madorell empieza otra actividad de fuerte tradición en Cataluña: la ilustración de aucas. La primera auca ilustrada por Madorell que conocemos es la correspondiente a la Fiesta Mayor de Corbera. Al año siguiente, en 1950, elabora una dedicada al Encuentro de la Santa Cruz y, en 1951, el auca de la Feria de la Candelera.
En 1963 vuelve a dibujar una nueva auca para la Candelera; en 1976, el Auca de los 25 años de la Real Academia de Bellas Artes de Sant Jordi; en 1999, el auca del Molino y, por último, en 2003, haría la última para el espectáculo Los Pastorcillos de Molins de Rey.

## Publicaciones
- 1952. Historietas de Fanfarrón, en El Fanfarrón, Tip. Migaza, Barcelona.
- 1953. Historietas de Tim y Tom, de Tito Bola y de Paco y Paqui, en A Todo Color, suplemento del periódico La Prensa, Prensa del Movimiento, Barcelona
- 1957. Historietas de Ranita, l'esportista integral i d'El fabuloso Bruno, en Parque, suplemento del diario Solidaridad Nacional, Prensa del Movimiento, Barcelona
- 1958. Historietas de Ranita y Fidelio, en Suplemento Festivo Color, suplemento del diario Faro de Vigo, Faro de Vigo, S.A., Pontevedra

## Series
- 1961. Jep Sports Ltd. (en Cavall Fort; después, Jep i Fidel, año de 1967; en Vagalume, retitulada como Xan, en 1991), sobre guiones propios
- 1962. Els Galifardeus (en Cavall Fort)
- 1966. El Jordi i la Núria (en Cavall Fort)
- 1967. Les aventures d'en Pere Vidal (en Cavall Fort; diario Avui, 1982), sobre guiones de Joaquim Carbó
- 1969. Bruno i Chico (en Gaceta Junior)
- 1971. Tanik, el Prehistòric (en Cavall Fort), sobre guion de Víctor Mora
- 1973. Balín (en TBO, 2000)

## Catálogos
- 1988. Catàleg d'Autors 1988 (Saló Internacional del Còmic de Barcelona)
- 1991. Catàleg d'Autors 1991 (Saló Internacional del Còmic de Barcelona)

## Animación
- Massagran (Pilot Moscow Animation | TV3, 1994)

## Monografías
- Pona. Molins de Rei: Ediciones Club de Còmic, 1986. 40 pàg
- Jep i Fidel. Un parell que es porten l'oli . Barcelona: Ed. Casals, 1989. 46 pàg.
- Jep i Fidel. Aparteu les criaturas!. Barcelona: Ed. Casals, 1989. 4 pàg.)
- Aventures extraordinàries d'en Massagran. Barcelona: Ed. Casals, 1981. 46 pàg. Guion: Ramon Folch
- Aventures encara més extraordinàries d'en Massagran. Barcelona: Ed. Casals, 1982. 46 pàg. Guion: Ramon Folch
- En Massagran I el quadrat màgic. Barcelona: Ed. Casals, 1983. 54 pàg. Guion: Ramon Folch
- En Massagran al pol nord. Barcelona: Ed. Casals, 1984. 46 pàg. Guion: Ramon Folch
- En Massagran i els negrers. Barcelona: Ed. Casals, 1986. 46 pàg. Guion: Ramon Folch
- En Massagran I el bruixot blanc. Barcelona: Ed. Casals, 1987. 46 pàg. Guion: Ramon Folch
- En Massagran a Pagui-Pagui. Barcelona: Ed. Casals, 1988. 46 pàg. Guion: Ramon Folch
- En Massagran I el pells-roges. Barcelona: Ed. Casals, 1989. 46 pàg. Guion: Ramon Folch
- En Massagran i els pirates. Barcelona: Ed. Casals, 1990. 46 pàg. Guion: Ramon Folch
- Els Jocs Olímpics d'en Massagran. Barcelona: Ed. Casals, 1991. 46 pàg. Guion: Ramon Folch
- En Massagran i el gegant del mar. Barcelona: Ed. Casals, 1992. 46 pàg. Guion: Ramon Folch
- En Massagran i la diadema robada. Barcelona: Ed. Casals, 1994. 46 pàg. Guion: Ramon Folch
- En Massagran a l'illa del secret. Barcelona: Ed. Casals, 1996. 46 pàg. Guion: Ramon Folch
- En Massagran al castell de Kalruk. Barcelona: Ed. Casals, 2000. 46 pàg. Guion: Ramon Folch
- El segrest d'en Massagran. Barcelona: Ed. Casals, 2002. 46 pàg. Guion: Ramon Folch
- La casa sota la sorra. Barcelona: Ed. Casals, 1983. 48 pàg. Guion: Joaquim Carbó

Nota: Libros Anxaneta publicó esta obra en el año 1968
- Els bruixots de Kibor. Barcelona: Ed. Unicorn, 1983. 48 pàg. Guion: Joaquim Carbó
- El país d'en Fullaraca. Barcelona: Ed. Unicorn, 1983. 48 pàg. Guion: Joaquim Carbó
- La casa sota la lona. Barcelona: Ed. Casals, 1984. 48 pàg. Guion: Joaquim Carbó
- La casa sota el mar. Barcelona: Ed. Casals, 1984. 48 pàg. Guion: Joaquim Carbó
- La casa sobre el gel. Barcelona: Ed. Casals, 1987. 48 pàg. Guion: Joaquim Carbó
- La casa sota les estrelles. Barcelona: Ed. Casals, 1997. 48 pàg. Guion: Joaquim Carbó
- La casa sobre les mines. Barcelona: Ed. Casals, 2003. 48 pàg. Guion: Joaquim Carbó